# Hasan Esat Işık

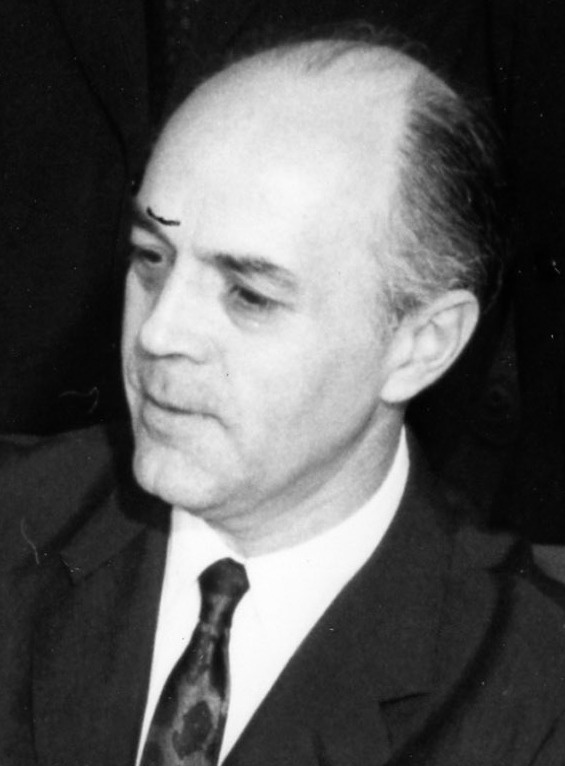
Hasan Esat Işık (1963)

Hasan Esat Işık (* 1916 in Istanbul; † 2. Juli 1989 in Ankara) war ein türkischer Diplomat und Politiker. Er war Verteidigungsminister und Außenminister seines Landes.

## Leben
Işık wurde 1916 als Sohn des hohen osmanischen Beamten Esat Pascha geboren. Er besuchte das Galatasaray-Gymnasium und studierte dann an der Ankara Üniversitesi Rechtswissenschaften. 1940 wurde er Legationsrat im Außenministerium. Ab 1945 arbeitete er im Generalkonsulat in Paris, ab 1951 in der Botschaft in Bukarest und ab 1952 in wechselnden Stellungen im Außenministerium und an Botschaften in Europa. Ab 1962 war er Botschafter in Brüssel (1962–1964) und Moskau (1964/65). 1965 war Hasan Esat Işık als Parteiloser einige Monate unter Ministerpräsident Suat Hayri Ürgüplü Außenminister der Türkei und kehrte anschließend als Botschafter nach Moskau zurück. 1968 wurde er Botschafter der Türkei in Paris.
1973 wurde er als Abgeordneter der Cumhuriyet Halk Partisi (CHP) für Bursa in die Große Nationalversammlung der Türkei gewählt. Mehrfach war Işık in der Folgezeit Verteidigungsminister des Landes. Erstmals wurde er am 26. Januar 1974 unter Ministerpräsident Bülent Ecevit zum Verteidigungsminister bestellt und war bis zum 17. November 1974 im Amt. Im Juni und Juli 1977 war er erneut kurz in einer Minderheitsregierung der CHP unter Ecevit im Amt.
Nachdem die Regierung von Süleyman Demirel Ende 1977 gescheitert war, beauftragte der Staatspräsident Ecevit mit der Bildung einer neuen Regierung. Mit der CGP und der DP bildete Ecevit eine neue Regierung. Işık wurde am 5. Januar 1978 Verteidigungsminister der Türkei und war bis zum 16. Januar des folgenden Jahres im Amt. Mit dem Militärputsch in der Türkei 1980 zog sich Hasan Esat Işık aus der Politik zurück. In den folgenden Jahren schrieb er für türkische Tageszeitungen zu außenpolitischen Themen.
Hasan Esat Işık starb 1989 in Ankara.